# Woodbridge (Virginie)
Woodbridge est une census-designated place (CDP) et une Minor civil division (MCD), située dans le Comté de Prince William, en Virginie, aux États-Unis, à environ 32 km au sud de Washington D.C.. Bordé par le Potomac et un de ses affluents, l'Occoquan, le district ministériel de Woodbridge comptait, au dernier recensement (2010), 54 275 habitants. La census-designated place de Woodbridge, quant à elle, n'est composée que d'une partie du district : le secteur au nord d'Occoquan Road et Dawson Beach Road, et à l'est de l'Interstate 95. Ce secteur regroupe 4 055 habitants.
Woodbridge présente des aménagements nombreux, pour les résidents comme pour les visiteurs, comme les Potomac Mills, un centre commercial. Sur le plan éducatif, Woodbridge tient une place importante, puisque de nombreuses écoles de tous niveaux y sont installées, appartenant au groupe des Prince William County Public Schools, « Écoles publiques du comté de Prince William ». De plus, le campus de l'Université de Virginie du Nord (North Virginia Community College) borde le district de Woodbridge. Le Potomac Hospital s'est récemment agrandi et a actuellement une capacité d'accueil de 183 patients. Le réseau de transports inclut, entre autres, l'Interstate 95, deux stations de train VRE (Virginia Railway Express, « Train express de Virginie »), et un service de bus (dont des bus scolaires, schoolbuses).
Woodbridge offre une large gamme d'activités de loisir pour les résidents comme pour les visiteurs. L'aire protégée de la Baie d'Occoquan (Occoquan Bay National Wildlife Refuge) est un habitat naturel, d'une superficie d'environ 2,61 km2, pour une importante biodiversité d'espèce animales et végétales, comme la pygargue à tête blanche ou le balbuzard pêcheur. D'autres parcs naturels, comme le Veteran's Park ou le Leesylvania State Park, sont situés sur le Potomac et offrent des activités diverses comme la natation, des promenades en bateau, des pique-niques, et des randonnées. À proximité est située la Maison Rippon (Rippon Lodge), la plus ancienne bâtisse du comté de Prince William, construite en 1747 par Richard Blackburn, et, ouverte aux visiteurs en été.

## Histoire
Woodbridge fut fondée en tant que ville (bien qu'elle n'en soit pas vraiment une), après avoir été pendant longtemps une simple municipalité, regroupant essentiellement des fermes et d'importants complexes industriels. Plus tard, Woodbridge est devenue une véritable plaque tournante industrielle dans le prolongement de Dale City. Le nom de Woodbridge trouve son origine dans l'histoire de Thomas Mason (1770 - 1800, homme d'affaires et homme politique américain), qui fit construire, en 1795, un pont permettant aux services de distribution du courrier, qui roulaient en train sur la King's Highway (allant de Boston, Massachusetts, à Charleston, Caroline du Sud), de traverser l'Occoquan au niveau de la ville qui porte, de nos jours, le nom de Woodbridge.

## Géographie
Selon le Bureau du recensement des États-Unis, en 2000, la census-designated place de Woodbridge avait une superficie totale de 28,0 km2, dont 27,1 km2 (96,79 %) de terre et 0,9 km2 (3,21 %) d'eau. Woodbridge est située à approximativement 32 km de Washington D.C.. En 2010, le Bureau du recensement a rattaché une grande partie de l'aire métropolitaine de Woodbridge à deux autres CDP situées à proximité : l'espace urbain situé entre Occoquan Road (au nord) et Opitz Boulevard (au sud) a été rattaché à la CDP de Marumsco, tandis que la partie située au sud d'Opitz Boulevard fait désormais partie de la CDP de Neabsco. Quant à la partie au nord d'Occoquan Road, elle reste officiellement Woodbridge. Néanmoins, malgré ce redécoupage géographique, tous ces espaces urbains continuent à avoir leur adresse postale à « Woodbridge ».

### Climat
Woodbridge a un climat subtropical humide (de type Cfa dans la Classification de Köppen).
| Mois                              | jan. | fév. | mars | avril | mai  | juin | jui. | août | sep.  | oct. | nov. | déc. | année |
| --------------------------------- | ---- | ---- | ---- | ----- | ---- | ---- | ---- | ---- | ----- | ---- | ---- | ---- | ----- |
| Température minimale moyenne (°C) | −3,3 | −1,7 | 2,2  | 7,2   | 12,2 | 17,8 | 20,6 | 19,4 | 16,1  | 8,9  | 3,3  | −0,6 | 8,3   |
| Température maximale moyenne (°C) | 6,1  | 8,3  | 13,3 | 19,4  | 23,9 | 28,9 | 31,1 | 30   | 26,1  | 20   | 14,4 | 8,9  | 19,4  |
| Précipitations (mm)               | 84,6 | 69,9 | 93,7 | 75,4  | 96   | 77,7 | 94,5 | 87,1 | 100,6 | 84,8 | 89,2 | 80,5 | 1 034 |

## Démographie
Lors du dernier recensement, en 2010, l'aire urbaine de Woodbridge avait 54 275 habitants et comptait 17 796 ménages. La répartition ethnique de la population était la suivante :
- 42,2 % de blancs (non hispaniques).
- 31,9 % d'hispaniques (dont 13,1 % de Salvadoriens, 5,8 % de Mexicains, 2,1 % de Portoricains, 2,0 % de Honduriens, 1,3 % de Guatémaltèques, 1,3 % de Péruviens).
- 27,9 % d'Afro-Américains.
- 7,6 % d'Asiatiques.
- 0,7 % d'Amérindiens.
- 0,1 % d'Océano-Américains.

Lors du recensement de 2000, Woodbridge comptait, dans sa CDP, 31 941 habitants, 10 687 ménages, et 7 769 familles. La densité de population était de 1 176,8 hab./km2. Il y avait 11 026 habitations, soit une densité moyenne de 406,2 par km2. La composition ethnique était la suivante : 56,34 % de blancs (dont 19,07 % d'hispaniques et 37,27 % de non-hispaniques), 23,45 % d'Afro-Américains, 4,90 % d'Asiatiques, 0,55 % d'Amérindiens, 0,17 % d'Océano-Américains, 9,62 % d'autres ethnies, tandis que 4,96 % appartenaient à deux ethnies ou plus.
Sur les 10 687 ménages, 41,5 % comportaient des enfants, 52,3 % étaient des couples mariés, 14,2 % des femmes seules, et 27,3 % ne constituaient pas une famille. 20,4 % des ménages étaient des individus seuls, dont 3,9 % des personnes seules de plus de 65 ans. Le nombre moyen d'individus par ménage était de 2,96 et la taille moyenne des familles était de 3,40.
Dans la CDP, la répartition démographique en fonction de l'âge était la suivante :
- 30,0 % de 0 à 17 ans.
- 10,7 % de 18 à 24 ans.
- 35,7 % de 25 à 44 ans.
- 17,0 % de 45 à 64 ans.
- 6,7 % de 65 ans ou plus.

L'âge médian était de 30 ans. Pour 100 femmes, il y avait 102,5 hommes. Pour 100 femmes de plus de 18 ans, il y avait 100,2 hommes.
Le revenu annuel par ménage était de 50 525 $, tandis que le revenu médian par famille était de 52 362 $. Le revenu médian par homme actif était de 35 538 $, contre 28 587 $ pour les femmes. Le revenu par habitant était de 19 810 $. Environ 4,6 % des familles et 5,5 % de la population vivaient sous le seuil de pauvreté, dont 7,7 % des moins de 18 ans et 5,9 % des 65 ans ou plus.
En 2008, la valeur médiane du capital immobilier d'un ménage (maison ou copropriété) était de 294 156 $. En 2013, le prix de vente moyen d'un domicile est de 222 940 $.

## Éducation

### Établissements d'enseignement publics
Lycées (High Schools) à Woodbridge ou à proximité :
- Ann Ludwig School.
- C. D. Hylton High School.
- Forest Park High School.
- Freedom High School.
- Gar-Field Senior High School.
- Potomac Senior High School.
- Stonewall Jackson High School.
- Woodbridge High School.

Principaux collèges (Middle Schools) :
- Fred Lynn Middle School.
- Lake Ridge Middle School.
- Mills E. Godwin Middle School.
- Potomac Middle School.
- Rippon Middle School.
- Stuart M. Beville Middle School.
- Woodbridge Middle School.

Écoles primaires (Elementary Schools) :
- Dale City Elementary School.
- Leesylvania Elementary School.
- Marumsco Hills Elementary School.
- Neabsco Elementary School.
- Occoquan Elementary School.
- River Oaks Elementary School.
- Rockledge Elementary School.
- Springwoods Elementary School.

### Établissements d'enseignement privés
Universités :
- Stratford University.
- Valley Forge Christian College Woodbridge Campus.

Lycées :
- Christ Chapel Academy.
- Heritage Christian School.

Collèges et écoles marternelles et primaires (entre parenthèses, les niveaux scolaires de 1 à 12 correspondants) :
- Acadamy Day Care (Pre. - 1).
- Cardianl Montessori School (Pre. - 4).
- Christ Chapel Children's Center (Pre. - 7).
- Cloverdale Schoold (Pre. - 2).
- Manassas Christian School.
- Manassas Christian School Academy.
- Minnieland Private Day School (Pre. - K.).
- Prince William Academy (Pre. - 8).
- Riverview Baptist Day School (Pre. - K.).
- St. Thomas Aquinas Regional School (Pre. - 8).
- Young World Development Center (Pre. - 4).

## Tourisme et culture
Woodbridge a commencé à connaître un rapide développement culturel et touristique dans les années 1980, après avoir été une ville dont l'économie reposait principalement sur des fermes et des complexes industriels, et sort ainsi peu à peu de la tutelle de la ville voisine de Dale City, longtemps prospère.
Woodbridge abrite le centre commercial des Potomac Mills, géré par la société d'immobilier Simon Property Group, qui est un des centres commerciaux les plus importants en Virginie (environ 200 enseignes). Néanmoins, Woodbridge est une ville de banlieue, car la majorité de ses habitants travaillent à Washington D.C..
Beaucoup de personnes travaillant pour le gouvernement se sont installées à Woodbridge, en raison d'un prix du logement relativement abordable, ainsi que des Voies réservées aux véhicules à occupation multiple (encourageant le covoiturage) ou aux véhicules hybrides, sur les Interstate 66 et 95. Cependant, ces mesures environnementales ont été abolies en 2006.
Un autre exemple d'attraction culturelle est la Rippon Lodge, la plus ancienne bâtisse du Comté de Prince William, ouverte en tant que parc et musée pendant l'été.

### Sports et loisirs
Woodbridge est le berceau du club de football (soccer) Northern Virginia Royals et du club de ligue mineure de baseball Potomac Nationals.

## Transports
La Prince William Parkway (route express) est l'axe de communication majeur aux alentours de Woodbridge. Il la relie en effet à l'Interstate 95 et passe en plein centre de Woodbridge. L'autoroute Virginia State Route 123 connecte, quant à elle, l'Interstate 95 à l'autoroute nationale U.S. Route 1, qui, en direction du nord-est, va jusqu'à McLean (Virginie). Marumsco est également traversée d'est en ouest par la Prince William Parkway, et Neabsco est desservie par Rippon Boulevard et Cardinal Drive. Woodbridge compte également deux stations de train VRE  et un service de bus.

### Sources
- (en) Cet article est partiellement ou en totalité issu de l’article de Wikipédia en anglais intitulé « Woodbridge, Virginia » (voir la liste des auteurs).

- (es) Cet article est partiellement ou en totalité issu de l’article de Wikipédia en espagnol intitulé « Woodbridge, Virginia » (voir la liste des auteurs).

- (nl) Cet article est partiellement ou en totalité issu de l’article de Wikipédia en néerlandais intitulé « Woodbridge, Virginia » (voir la liste des auteurs).